# Ивора Дајић
Ивора Дајић (Јагодина, 28. децембар 1976) српска је уметница. Бави се сликом, графиком, скулптуром и цртежом. Члан је УЛУПУДС-а од 2006. године. У статусу самосталног уметника до сада је излагала на више колективних и самосталних изложби.

## Живот и каријера
У родном месту је завршила основно и средње школовање. Више и високо школовање обавила је: Од 1995 — 1999. године на Вишој Политехничкој школи у Београду, на одсеку графички дизајн. Дипломирала је 1999. након одбране рада на тему Дизај амбалаже и заштитни знак за ледене посластице. Од 2011 — 2015. године на Универзитету у Крагујевцу, Филолошки факултет, Одсек примењена уметност - студијска група за зидно сликарство, у класи проф. Горана Ракића. Дипломирала је 2015. након одбране рада на тему: Пливачи. Од 2015 — 2016. године, мастер студије примењеног сликарства, на Факултету примењених уметности у Београду, на одсеку зидног сликарства, у класи проф. Мирослава Лазовића. Студије је завршила одбраном завршног рада 2016. године, на тему: Вода као извор живота и елемент кроз историју уметности.
По завршетку Академије примењених уметности у Крагујевцу ступила на ликовну сцену Србије као сликар и вајар. Користећи фигуративно сликарство и вајарство Ивора преко својих слика цртежа и скулптура у први план ставља природу, њен витални елемент воду и човека који живи у складу са њом. Сва три наведена елемента у њеним уметничким делима су у динамичној игри покрета, наглашених контура и јарких боја.
Живи и ствара у Београду.
Члан је УЛУПУДС-а у статусу слободног уметника.

## Ликовно стваралаштво
Сликарство
У својим сликарским делима уметница на метафорички начин, обрађује тему, повратак природе и нашим коренима као  основној потреби. На последњим Ивориним радовима препознајемо пливаче у свакодневним ситуацијама, урађене са прецизном представом, на реалистични начин, уз употребу различитих материјала, са којима уметница врло вешто експериментише.
Светлосни ефекти на Ивориним сликама су нарочито изражени у детаљима осликане воде, која је за уметницу: симбол, огледало, носилац нашег идентитета и колективног сећања. Заправо, кроз ове призоре, уметница потенцира опуштеност, спокојство, уживање у магији мора и лета у пулсирајућем ритму урбаног живота, виђен погледом којим посматрају очи модерног човека. Пружајући нам  оптимизам, и вековну пожуду човека да лепо траје како би са том „лепотом” започео сваки нови дан.
Тако цртежи — слике Иворе Дајић рађени комбинаованом техником, приказују опуштеност остварену у додиру са водом. 
Вајарство
Сопствену уметничку енергију и жељу за опипљивијом представом Ивора Дајић додаје и у својим вајарским делима — малим скулптурама у теракоти, материјализирајући кроз њих истовремено (у тродимензионалну форму) сцене из сопствених слика, чинећи тако јединствему целину између — слике и скулптуре.
Дајући фигурама пренаглашени облина, уметница кроз њихову пуноћу, наглашава приказује особе у контакту са водом потпуно задовољне и својствене.

## Награде
- 2009. — Друга награда Београдске мини—арт сцене
- 2015. — Прва награда за идејно решење мурала медицинске школе Крагујевац

## Изложбе

### Самосталне
| Година | Место одржавања и назив изложбе                                            |
| ------ | -------------------------------------------------------------------------- |
| 2005.  | Параћин, Културни центар, Изложба икона                                    |
| 2007.  | Јагодина, Културни центар, Изложба слика и цртежа                          |
| 2016.  | Београд, Студентски културни центар, Вода — као извор живота.              |
| 2017.  | Ниш, Галерија савремене ликовне уметности Ниш, Салон 77, Слике и скулптуре |
| 2018.  | Сомбор, Галерији Културног центра „Лаза Костић” Сомбор, Вода-сећање.       |

### Колективне
| Година | Место одржавања, назив изложбе и галерије |
| ------ | --- |
| 2003.  | - Шабац, 9. Изложба икона, Културни центар |
| 2004.  | - Шабац, Десета изложба икона, Културни центар - Шабац Осма изложба малог формата, Културни центар |
| 2006.  | - Београд, XII Београдска мини-арт сцена, Галерија Сингидунум |
| 2007.  | - Младеновац, XX Ликовна колонија Младеновац 2007. - Београд, Зимски салон УЛУПУДУС-а, Галерија „Прогрес” - Београд, XIII Београдска мини-арт сцена, Галерија „Сингидунум”                                                                                       |
| 2008.  | - Београд, Мали формат УЛУПУДУС-а - Београд, Традиционално - модрено, Етнографски музеј Београд - Горњи Милановац, Међународни бијенале уметности у минијатури, Културни центар                                                                                  |
| 2009.  | - Мајданпек, VII Међународна изложба, Жене сликари, Културни центар - Београд, XVI Београдска мини - арт сцена, Галерија „Сингидунум” |
| 2010.  | - Мајданпек, VIII Међународна изложба, Жене сликари, Културни центар |
| 2011.  | - Мајданпек, IX Међународна изложба, Жене сликари, Културни центар - Београд, Међународна изложба у минијатури Галерија „Траг” - Београд, Традиционално - модерно, Галерија Дома војске Београд - Београд, Дизајнирање рециклаже VI, Галерија „Сингидунум”       |
| 2012.  | - Мајданпек, X Међународна изложба, Жене сликари, Културни центар - Крагујевац, Изложба студената фотографије Универзитетска библиотека. - Београд, Традиционално - модерно, Галерија „73”                                                                       |
| 2013.  | - Ниш, Нишки цртеж, Деструкција, Галерија „Србија” - Београд, III Међународни бијенале акварела малог формата Галерија СКЦ Београд - Београд, Дизајнирање рециклаже VIII. Ready For Use, Галерија „Сингидунум” - Крагујевац Илуминације, Универзитетска галерија |
| 2014.  | - Београд, III Међународни бијенале акварела Галерија „А” - Београд, Изложба студенатске графике, Галерија СКЦ Нови Београд |
| 2015.  | - Београд, Изложба цртежа, Галерија СКЦ Београд |
| 2016.  | - Београд, 48. мајска изложба УЛУПУДС-а, Галерија РТС |